# 朝光寺原古墳群

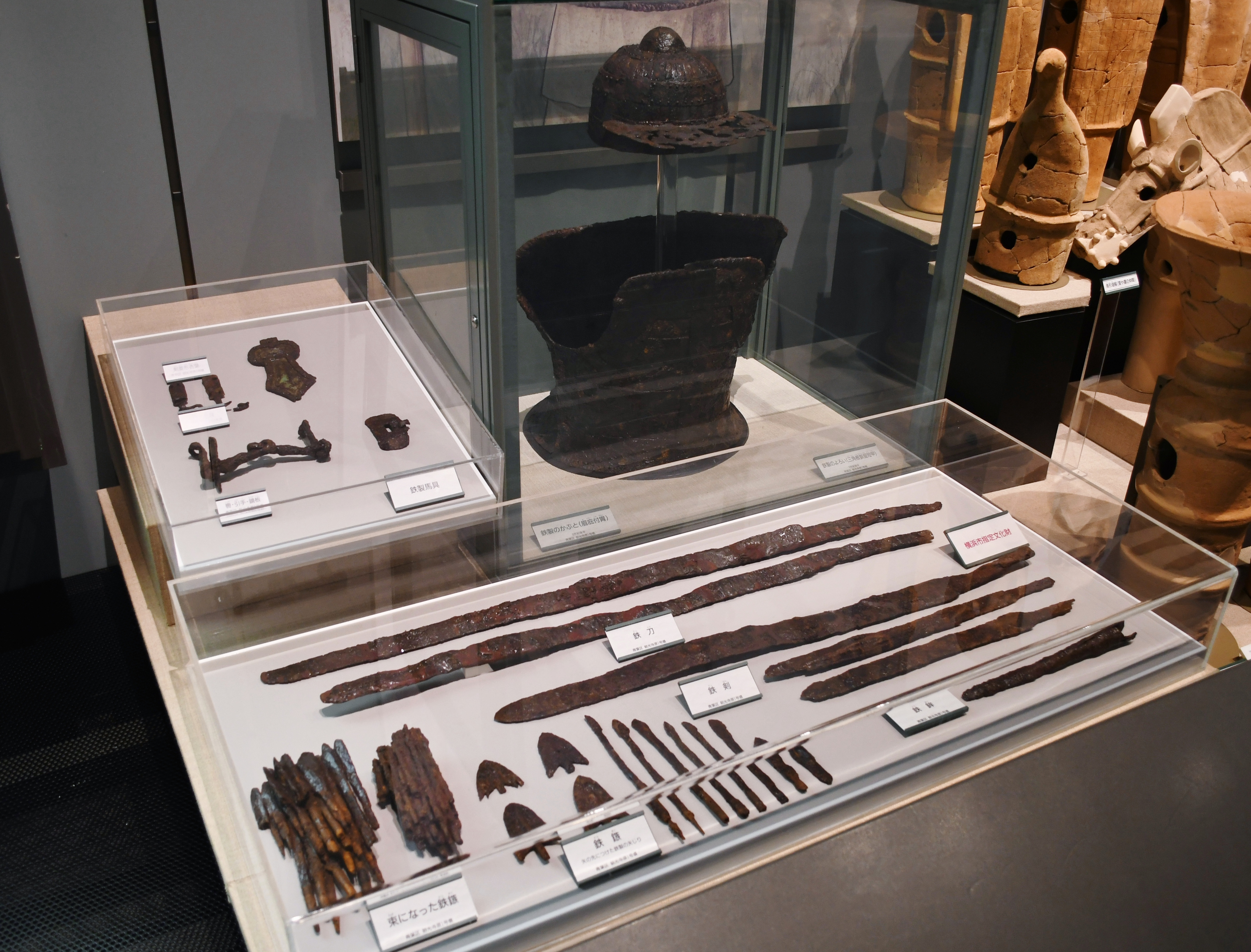
出土品横浜市歴史博物館展示。

朝光寺原古墳群（ちょうこうじばらこふんぐん/ちょうこうじっぱらこふんぐん）は、かつて神奈川県横浜市青葉区市ケ尾町の、市が尾駅東側にあった3基からなる古墳群。朝光寺原遺跡内にあったが、現在はすべて消滅している。

## 概要
朝光寺原古墳群を含む朝光寺原遺跡は、谷本川（鶴見川）北側の、市が尾駅東口の田園都市線と東名高速道路に挟まれた東西約150m、南北約300mの領域に広がる。
1960年代、高度経済成長期の勢いの中で横浜市内は市街地が急拡大した。1965年（昭和40年）には「横浜市六大事業」の一つ港北ニュータウン計画が発表された。また1966年（昭和41年）には田園都市線が開通した。これにより当時の港北区・緑区域（現在は青葉区・都筑区を含む）に広がっていた山野に開発の波が押し寄せ、丘を削り谷を埋め、平らに整地して住宅地化する大規模開発が始まった。朝光寺原遺跡が位置する緑区（現在は青葉区）市ケ尾町は、港北ニュータウンの地域ではないが、1966年（昭和41年）の田園都市線開通の影響で沿線の宅地整備が始まり、畑地や雑木林が開発造成に併呑されていった。
迫りくる開発から遺跡を守るため、考古学者の甘粕健や岡本勇らを中心とした遺跡調査会（横浜市北部埋蔵文化財調査委員会の調査団）が組織され、1967年（昭和42年）8月1日から12月10日に朝光寺原遺跡第1次発掘調査が行われ、古墳群も発掘された。
古墳群は3基の円墳からなり、埋葬主体部から武具（甲冑＝眉庇付冑・三角板鋲留短甲※1号墳）武器（鉄剣・鉄鉾・鉄刀・鉄鏃）、馬具、玉類（臼玉・勾玉）などが出土した。遺物の年代観から1号墳（5世紀後半）→2号墳（6世紀前後）→3号墳（6世紀前半）の順に築造されたと分かった。
1号墳から出土した甲冑セット（眉庇付冑と三角板鋲留短甲）は、神奈川県内では今のところ唯一の発見であり大変貴重である。

## 現在
遺跡は調査後直ちに破壊され、消滅してしまった。近くの「市ケ尾町公園」に朝光寺原遺跡の案内パネルがあるが、公園自体は朝光寺原遺跡のエリアではない。1号墳出土の甲冑など、古墳出土遺物は、横浜市指定文化財として横浜市歴史博物館に展示されている。

### 引用文献
- 横浜市緑区「朝光寺原古墳群」『横浜緑区史』横浜市緑区、1985年7月15日、75頁。 NCID BN09184065。

- 横浜市歴史博物館「4.1960年代の発掘」『横浜発掘物語-目で見る発掘の歴史-』公益財団法人横浜市ふるさと歴史財団、1998年3月7日、25-31頁。 NCID BA37874376。

- 田中, 義昭「第4章 破壊される遺跡、変貌する地域」『開発と考古学:市ヶ尾横穴群・三殿台遺跡・稲荷前古墳群の時代』新泉社、2019年7月15日、285-404頁。ISBN 9784787719096。 NCID BB28625447。

### 関連文献
- 横浜市域北部埋蔵文化財調査委員会調査団『昭和42年度朝光寺原遺跡発掘調査略報（第1次A地区調査）』横浜市域北部埋蔵文化財調査委員会、1968-0-31、1-11頁。 NCID BA90745679。